# Cal Montaner (Castellfollit del Boix)
Cal Montaner és una masia del municipi de Castellfollit del Boix (Bages) inclosa en l'Inventari del Patrimoni Arquitectònic de Catalunya. Dintre els diferents cossos que formen el conjunt de la masia, tots construïts amb pedra de diferents aparell i dimensions, destaca el cos aïllat dels cups situat davant mateix de la façana de la casa. Així mateix una arcada de dovelles tapiada que demostra les modificacions sofertes per l'edifici.